# Athlétisme à l'Universiade d'été de 1963
Navigation
Sofia 1961 Budapest 1965
Les épreuves d'athlétisme de l'Universiade d'été 1963 se sont déroulées à Porto Alegre, au Brésil.

## Résultats

### Hommes
| 100 m | Enrique Figuerola 10 s 34                                                           | Edvin Ozolin 10 s 52                                                                               | Livio Berruti 10 s 56                                                            |                                     |
| 200 m | Edvin Ozolin 21 s 44                                                                | Dick Steane 21 s 55                                                                                | Livio Berruti 21 s 60                                                            |                                     |
| 400 m | Adrian Metcalfe 46 s 75                                                             | Joachim Reske 46 s 92                                                                              | Jacques Pennewaert 47 s 02                                                       |                                     |
| 800 m | Mamoru Morimoto 1 min 48 s 1                                                        | John Boulter 1 min 48 s 6                                                                          | Norbert Haupert 1 min 49 s 5                                                     |                                     |
| 1 500 m | John Whetton 3 min 49 s 5                                                           | Mamoru Morimoto 3 min 49 s 6                                                                       | Karl Eyerkaufer 3 min 49 s 7                                                     |                                     |
| 5 000 m | Leonid Ivanov 14 min 21 s 4                                                         | Béla Szekeres 14 min 32 s 0                                                                        | Ron Hill 14 min 43 s 2                                                           |                                     |
| 110 m haies | Anatoliy Mikhailov 14 s 17                                                          | Giorgio Mazza 14 s 25                                                                              | Mike Hogan 14 s 40                                                               |                                     |
| 400 m haies | Roberto Frinolli 50 s 48                                                            | Mike Hogan 51 s 52                                                                                 | Salvatore Morale 51 s 95                                                         |                                     |
| 4 × 100 m | Hongrie Csaba Csutorás László Mihályfi István Gyulai Gyula Rábai 40 s 98            | Cuba Alejandro Pasqual Manuel Montalvo Lázaro Betancourt Enrique Figuerola 41 s 37                 | France Gérard Zingg Jean-Pierre Fabre Alain Roy Alain Moreaux 41 s 82            |                                     |
| 4 × 400 m | Royaume-Uni Menzies Campbell Dick Steane John Boulter Adrian Metcalfe 3 min 12 s 02 | Allemagne de l'Ouest Peter Hoppe Wolfgang Scholl Johannes Schmitt Hans-Joachim Reske 3 min 13 s 02 | Italie Sergio Bello Marco Busatto Mario Fraschini Roberto Frinolli 3 min 13 s 65 |                                     |
| Saut en hauteur | Valeriy Brumel 2,15 m                                                               | Mauro Bogliatti 2,09 m                                                                             | Roberto Abugattás 1,99 m                                                         |                                     |
| Saut à la perche | Gennadiy Bliznetsov 4,60 m                                                          | Alain Moreaux 4,30 m                                                                               | Bernard Balastre 4,20 m                                                          |                                     |
| Saut en longueur | Igor Ter-Ovanesyan 7,95 m                                                           | Wolfgang Klein 7,70 m                                                                              | Carlos Díaz Martínez 7,45 m                                                      |                                     |
| Triple saut | Satoshi Shimo 15,99 m                                                               | Aleksandr Zolotaryev 15,94 m                                                                       | Luis Felipe Areta 15,80 m                                                        |                                     |
| Lancer du poids | Zsigmond Nagy 18,44m                                                                | Mike Lindsay 17,76m                                                                                | Dietrich Urbach 17,72 m                                                          |                                     |
| Lancer du disque | Gaetano dalla Pria 51,63 m                                                          | Mike Lindsay 51,23 m                                                                               | Dietrich Urbach 51,03 m                                                          |                                     |
| Lancer du marteau | Gennadiy Kondrashov 65,76 m                                                         | Gyula Zsivótzky 65,72 m                                                                            | Masatoshi Wakabayashi 60,90 m                                                    |                                     |
| Lancer du javelot | Jānis Lūsis Union soviétique 79,77 m                                                | Hermann Salomon 77,78 m                                                                            | Gergely Kulcsár 77,62 m                                                          |                                     |
| Décathlon | Manfred Pflugbeil 6487 pts                                                          | Gerd Lossdörfer 6102 pts                                                                           | Seulement deux médailles attribuées                                              | Seulement deux médailles attribuées |
| Records et Performances - AR : Record continental (area record) - CR : Record des championnats (championship record) - MR : Record du meeting (meet record) - NR : Record national (national record) - OR : Record olympique (olympic record) - PR : Record paralympique (paralympic record) - PB : Record personnel (personal best) - SB : Meilleure performance personnelle de la saison (season's best) - WL : Meilleure performance mondiale de l'année (world leader) - WJR : Record du monde junior (world junior record) - WR : Record du monde (world record) Circonstances et Conditions - DNF : N'a pas terminé (did not finish) - DNS : N'a pas pris le départ (did not start) - DQ : Disqualification (disqualification) - NM : Aucun essai valable enregistré (No Mark) - Q : Qualifié « directement » au prochain tour (ou à la prochaine compétition), lors d'une compétition majeure, grâce au classement ou à la réalisation des minima (automatic qualifier) - q : Qualifié au prochain tour (ou à la prochaine compétition), lors d'une compétition majeure, grâce au repêchage ou à la réalisation de l'une des meilleures performances parmi celles des « non qualifiés directement » (grâce au meilleur temps ou à la meilleure distance par exemple) (secondary qualifier) |                                                                                     | |                                                                                  |                                     |

### Femmes
| 100 m | Renate Lace 11 s 91                                                                     | Vera Popkova 12 s 02                                                                | Miguelina Cobián 12 s 11                                                |
| 200 m | Jutta Heine 24 s 60                                                                     | Renate Lace 24 s 64                                                                 | Miguelina Cobián 24 s 74                                                |
| 800 m | Olga Kazi 2 min 05 s 9                                                                  | Antje Gleichfeld 2 min 08 s 2                                                       | Joy Catling 2 min 10 s 3                                                |
| 80 m haies | Jutta Heine 10 s 95                                                                     | Tatyana Shchelkanova 11 s 01                                                        | Alla Chernisheva 11 s 10                                                |
| 4 × 100 m | Union soviétique Alla Chernyshova Renāte Lāce Vera Popkova Tatyana Shchelkanova 46 s 50 | Allemagne de l'Ouest Bärbel Palmi Antje Gleichfeld Elke Mansfeld Jutta Heine 47 s 5 | Cuba Irene Martinez Fulgencia Romay Norma Pérez Miguelina Cobián 47 s 5 |
| Saut en hauteur | Taisiya Chenchik 1,72 m                                                                 | Susan Dennler 1,67 m                                                                | Heidemarie Hummel 1,65 m                                                |
| Saut en longueur | Tatyana Shchelkanova 6,48 m                                                             | Vlasta Prikrylová 5,71m                                                             | Bärbel Palmié 5,63 m                                                    |
| Lancer du poids | Tamara Press 17,29 m                                                                    | Judit Bognár 15,47m                                                                 | Jolán Kleiber-Kontsek 14,75m                                            |
| Lancer du disque | Tamara Press 55,90 m                                                                    | Jolán Kleiber-Kontsek 50,92 m                                                       | Judit Bognár 49,73 m                                                    |
| Lancer du javelot | Almut Brömmel 49,61 m                                                                   | Elvīra Ozoliņa 47,00 m                                                              | Barbara Decker 43,91 m                                                  |
| Records et Performances - AR : Record continental (area record) - CR : Record des championnats (championship record) - MR : Record du meeting (meet record) - NR : Record national (national record) - OR : Record olympique (olympic record) - PR : Record paralympique (paralympic record) - PB : Record personnel (personal best) - SB : Meilleure performance personnelle de la saison (season's best) - WL : Meilleure performance mondiale de l'année (world leader) - WJR : Record du monde junior (world junior record) - WR : Record du monde (world record) Circonstances et Conditions - DNF : N'a pas terminé (did not finish) - DNS : N'a pas pris le départ (did not start) - DQ : Disqualification (disqualification) - NM : Aucun essai valable enregistré (No Mark) - Q : Qualifié « directement » au prochain tour (ou à la prochaine compétition), lors d'une compétition majeure, grâce au classement ou à la réalisation des minima (automatic qualifier) - q : Qualifié au prochain tour (ou à la prochaine compétition), lors d'une compétition majeure, grâce au repêchage ou à la réalisation de l'une des meilleures performances parmi celles des « non qualifiés directement » (grâce au meilleur temps ou à la meilleure distance par exemple) (secondary qualifier) |                                                                                         |                                                                                     |                                                                         |

## Tableau des médailles
| Rang  | Nation               | Or | Argent | Bronze | Total |
| ----- | -------------------- | -- | ------ | ------ | ----- |
| 1     | Union soviétique     | 14 | 6      | 1      | 21    |
| 2     | Allemagne de l'Ouest | 4  | 7      | 6      | 17    |
| 3     | Royaume-Uni          | 3  | 6      | 3      | 12    |
| 4     | Hongrie              | 3  | 4      | 3      | 10    |
| 5     | Italie               | 2  | 2      | 4      | 8     |
| 6     | Japon                | 2  | 1      | 1      | 4     |
| 7     | Cuba                 | 1  | 2      | 3      | 6     |
| 8     | France               | 0  | 1      | 2      | 3     |
| 9     | Belgique             | 0  | 0      | 1      | 1     |
| 9     | Tchécoslovaquie      | 0  | 0      | 1      | 1     |
| 9     | Luxembourg           | 0  | 0      | 1      | 1     |
| 9     | Pérou                | 0  | 0      | 1      | 1     |
| 9     | Espagne              | 0  | 0      | 1      | 1     |
| Total | Total                | 29 | 29     | 28     | 86    |